# Paraíso de Chabasquén
Paraíso de Chabasquén es la capital del municipio Monseñor José Vicente de Unda, en el estado Portuguesa, en Venezuela. Su población es de 20 574 habitantes. Su capital, Chabasquén, se encuentra ubicada en medio de dos ríos: Chabasquencito y Chabasquén.
Chabasquén fue fundado en forma definitiva por José Antonio Rodríguez y Tamayo el 19 de diciembre de 1767. Hasta 1856 era parte de el cantón de El Tocuyo y a partir de esa fecha pasa a ser parte del cantón de Guanare. En 1995 se formó el Municipio Monseñor José Vicente Unda García.

## Economía
La economía se basa en la agricultura. Los productos principales son el café y el cambur. Está situado a una altura de 660 msnm. Su clima es tropical. Posee un activo comercio  e incipiente industria agroalimentaria relacionada con la producción de café. Está conectada con Guanare, capital del estado Portuguesa por carretera, además por este lugar se accede a los estados limítrofes de Lara y Trujillo.

## Creencias religiosas
En la población de Paraíso de Chabasquén se encuentran numerosas iglesias protestantes, sin embargo cuenta con una sola iglesia católica fundada en 1870 bajo el patronazgo de Nuestra Señora de los Dolores, perteneciente a la Diócesis de Guanare. Esta cumple con diversas tradiciones, entre las más destacadas se encuentran:
- Procesión del Nazareno
- Procesión del Domingo de Ramos
- Procesión del Sábado Santo
- Fiesta de San Antonio de Padua
- Día de la Virgen de Coromoto